# Natia-shastra

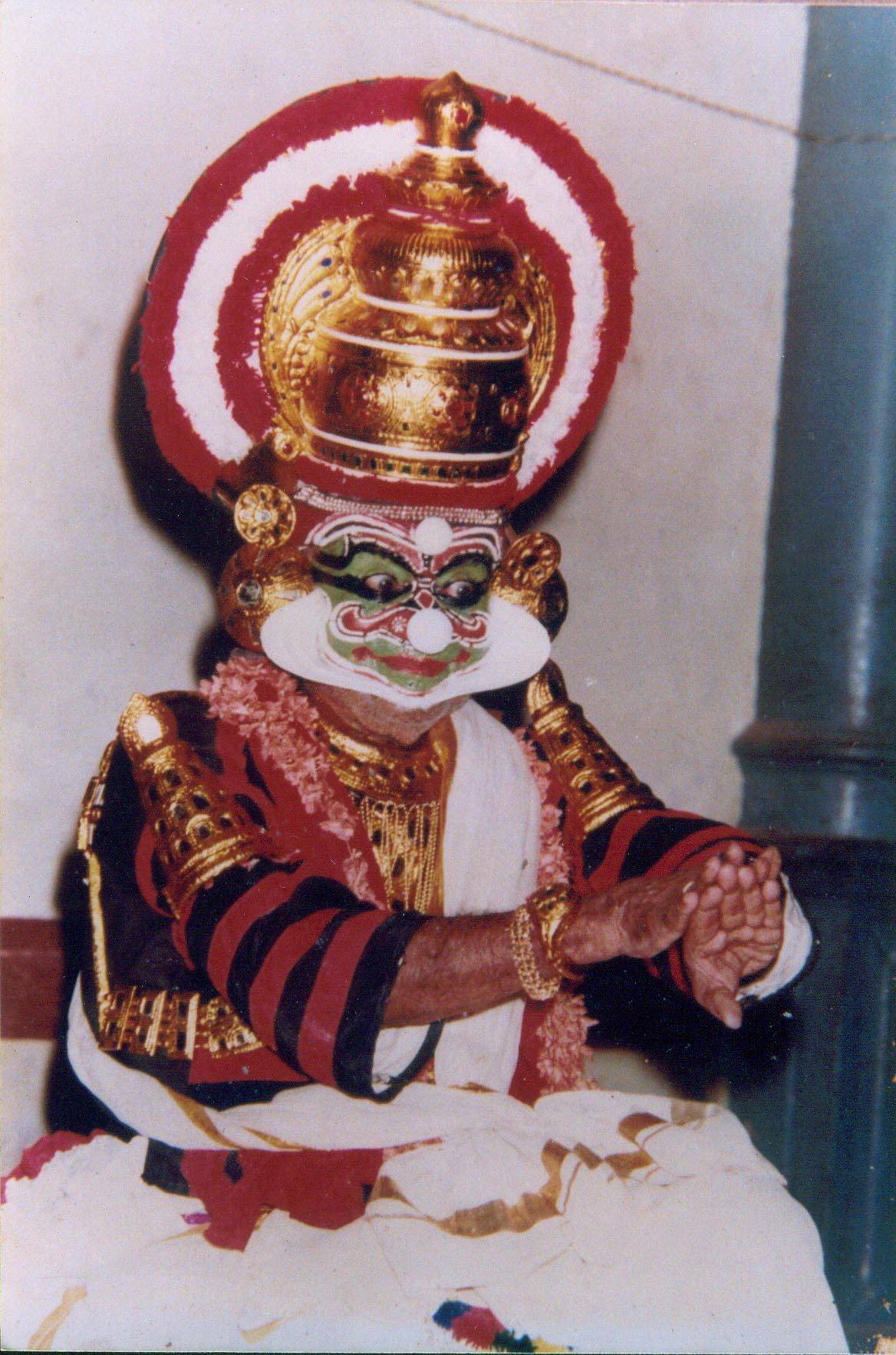
Las enseñanzas del Natia-sastra se ven reflejadas en la tradición teatral Kutiyattam, que se realiza en Keralá (en el sur de la India) desde hace 2000 años. En la fotografía, el actor hindú Mani Mádhava Chakiar (1899-1990) actúa como el demonio Rávana en la obra Abhiseka Nataka, de Bhasa.

El Nāṭya-Śāstra , literalmente "tratado de danza y arte drático", es una obra enciclopédica hindú que recoge todo lo relacionado con la danza, el arte dramático y la música en dicha cultura.
Fue escrito en una fecha incierta (entre el 400 y el 200 a. C.) y se atribuye tradicionalmente a un solo autor: el musicólogo Bharata Muni.

## Nombre
- nāṭyaśāstra, en el sistema AITS (alfabeto internacional de transliteración sánscrita).
- नाट्यशास्त्र, en letra devánagari.

## Descripción
El Natya-sastra abarca muchos campos muy amplios.
Propone la teoría de tres tipos de actuación, la danza y la música clásica vocal e instrumental (que son parte integral del teatro sánscrito).
La forma clásica de danza llamada bharatanatyam está codificada en el Natia-shastra o Bharata-shastra.
Bharata Muni clasificó las formas teatrales sánscritas (natia\rupaka) en diez tipos.
En Occidente se conoce solo uno de esos tipos: el nataka.
Bharata Muni también delineó un grupo de rasas (‘sabores’) o emociones que serían influentes en la definición posterior de la danza, la música y el teatro hindú.
El Natia-shastra tiene 36 capítulos y probablemente es la creación de varios autores y no de un solo erudito.

## Datación y autores
El texto, que tiene actualmente 6000 slokas (versos), se atribuye al muni (sabio) Bharata y se cree que fue escrito entre el 400 y el 200 a. C.
La mayoría de los estudiosos creen que el texto fue creado en distintas épocas por distintos autores.
Según el propio texto, está basado en un antiguo texto oral titulado Natia-veda, que consistía en 36 000 slokas y se transmitía exclusivamente por vía oral y nunca se puso por escrito.
Desafortunadamente al no ser escrito su contenido fue olvidado.

## Lista de capítulos
1. Origen del arte teatral
2. Descripción de un teatro
3. Puya (adoración y ofrendas) a los dioses del escenario
4. Descripción de la clase de danza
5. Preliminares de una obra teatral
6. Sentimentos (rasas: sabores).
7. Emociones y otros estados de ánimo
8. Gestos de los miembros menores
9. Gestos de las manos
10. Gestos de otros miembros
11. Movimientos chari
12. Diferentes tipos de gaits
13. Usos y costumbres en distintas regiones
14. Reglas de la prosodia
15. Patrones métricos
16. Dicción de una obra teatral
17. Reglas en el uso de dialectos
18. Modos de hablar y entonación
19. Diez tipos de obra teatral
20. Partes de los segmentos
21. Estilos
22. Vestuario y maquillaje
23. Realización armoniosa
24. Tratos con cortesanas
25. Ejecuciones variadas
26. Éxito en la obra dramática
27. Música instrumental
28. Instrumentos de cuerda
29. Medida del tiempo
30. Canciones dhruva
31. Instrumentos cubiertos
32. Tipos de carácter
33. Distribución de los papeles
34. Descenso del drama a la Tierra